# Barbaja d'Ollolai
La Barbaja d'Ollolai (en sard Barbàgia 'e Ollolai) és una regió de la Sardenya central. Antigament era una curatoria del Jutjat d'Arborea. Limita amb les subregions de Mandrolisai, Barigadu, Marghine, Barbaja de Nùgoro i Ullastre.
Comprèn els municipis d'Olzai, Gavoi, Lodine, Mamoiada, Ollolai, Ovodda, Fonni, Orgosolo, Ulìana, Sarule, Teti, Austis i Tiana. També comprenia antics municipis suprimits de Crapedha, Orrui o Orreade, Oleri o Santu Pedru.